# Deering (Alaska)
Pour les articles homonymes, voir Deering.
Deering est une localité d'Alaska aux États-Unis située dans le Borough de Northwest Arctic, sa population était de 122 habitants en 2010.
Elle est située sur le golfe de Kotzebue à l'embouchure de la rivière Inmachuk, à 92 km de Kotzebue et à 117 km de Buckland. Elle est construite sur une langue de sable et de graviers de 91 m de large et de 0,8 km de long.
Les températures moyennes vont de −28 °C en hiver à 17 °C en été.
Le village a été créé en 1901, comme poste de ravitaillement pour les prospecteurs d'or, à côté de l'ancien village eskimo nommé Inmachukmiut. Son nom provient du vaisseau Abbey Deering, qui croisait aux alentours vers 1900. Rudyard Kipling mentionne ce bateau dans son roman Capitaines courageux.
L'économie locale est une économie de subsistance avec la chasse, la pêche et la cueillette ainsi que l'élevage des rennes. Il s'y pratique aussi un artisanat à base d'ivoire et de bois sculptés.

## Démographie
| 1910 | 1920 | 1930 | 1940 | 1950 | 1960 |
| ---- | ---- | ---- | ---- | ---- | ---- |
| 100  | 73   | 183  | 230  | 174  | 95   |

| 1970 | 1980 | 1990 | 2000 | 2010 | - |
| ---- | ---- | ---- | ---- | ---- | - |
| 85   | 150  | 157  | 136  | 122  | - |

## Sources et références
- (en) CIS

- (en) Cet article est partiellement ou en totalité issu de l’article de Wikipédia en anglais intitulé « Deering, Alaska » (voir la liste des auteurs).

1. ↑  « Statistiques des États-Unis - Alaska - Profils des communautés de 2010 » (consulté en novembre 2020)